# Sixth Company
Sixth Company es una localidad de Trinidad y Tobago, que forma parte de la región de Princes Town.

## Geografía
La localidad abarca parte de la isla Trinidad y limita al norte con New Grant, al sur con Indian Walk, al este con Hindustan y al oeste con Petit Café.

## Demografía
Datos demográficos de la localidad de Sixth Company:
| Gráfica de evolución demográfica de Sixth Company entre 2000 y 2011 |
|                                                                     |